# Federico Castelluccio
Federico Castelluccio (Nápoly, Olaszország, 1964. április 29. –) olasz–amerikai színész, festőművész. 
Legismertebb filmbeli szerepe Furio Giunta, az HBO Maffiózók című sorozatából.

## Fiatalkora
Nápolyban született, négyéves korában családja a New Jersey-i Patersonba költözött. 1982-ben ösztöndíjat kapott School of Visual Arts nevű New York-i egyetemre, ahol BFA-fokozatot (Bachelor of Fine Arts) szerzett festészetből és művészetekből. Az ösztöndíj elnyerése előtt Federico lehetőséget kapott, hogy George Burns színésznek készítsen egy festményt.

## Pályafutása
1986-ban kezdte meg színészi pályáját. Pár kisebb szerep után az HBO Maffiózók című sikersorozatában a Tony Soprano maffiavezér nápolyi verőlegényét, Furio Giuntát alakította.
2003-ban a Vincent Zambrano és Jose Patino rendezte La Araña rövidfilmben David Zayas és Otto Sanchez kollégája volt.
A 2006-ban a Sundance Filmfesztiválon két díjat nyerő Őrangyallal, védtelenül című filmben Robert Downey Jr., Chazz Palminteri és Rosario Dawson oldalán volt látható. Ugyanebben az évben jelent meg Marc Anthony és Jennifer Lopez főszereplésével A tánc szenvedélye című alkotás, melyben Castelluccio is szerepel. A Sárkánydinasztia című tévéfilmben Marco Polót alakította.
2007-ben a The Obscure Brother, illetve a Tracks of Color című rövidfilmek rendezője volt, előbbiben színészként is szerepelt. A brooklyni balhé című 2008-as vígjátékban Danny Masterson oldalán volt látható. A 2009-es Forget Me Not rövidfilmet rendezőként és színészként is jegyezte, a filmben együtt játszott későbbi feleségével, Yvonne Maria Schäferrel.
A 2013-as Aftermath thrillerben Michael Anthony Hall és Chris Penn oldalán szerepelt.

### Festőként

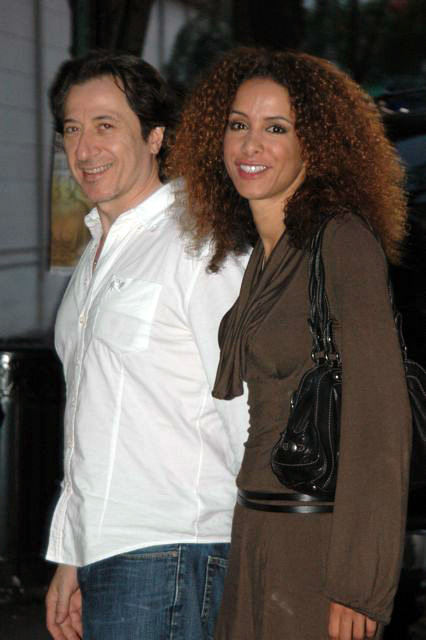
Castelluccio és felesége, Yvonne Maria Schäfer (2005)

Castelluccio nemzetközileg is elismert festőművész és műgyűjtő, aki a barokk festmények jó ismerője. Már gyerekkorában megmutatkozott rajzoló és festői tehetsége, és 1982-ben ösztöndíjjal bejutott a New York-i School of Visual Arts-ra, ahol festőművészetet és médiaművészeteket tanult.
Több alkalommal is járt Európában, hogy utazásai során rajzokat és festményeket készítsen. Franciaországban, Olaszországban és Németországban is több időt töltött a festészet nagyjainak tanulmányozásával. Munkáiban főleg emberi alakokat és csendéleteket ábrázol, de trompe-l’oeil-ek és tájképek is találhatóak festményei között. Munkáit neves amerikai és európai galériák is kiállították, és olyan gyűjteményekben is megtalálhatóak, mint az Ariccia-i Palazzo Chigi, a New Haven-i Yale University Museum of Art, az East Lansing-i Kresge Art Museum vagy a New York-i Tisch Fine Art Collection. Emellett magángyűjtőknél is szép számmal találhatóak alkotásai. Többek között Whoopi Goldberg, Caroline Rhea és Joe Pantoliano is rendelkezik Castelluccio művekkel.

## Magánélete
2008-ban Castelluccio egy New York-i filmbemutatón megismerte Yvonne Maria Schäfer színésznőt, akivel később, 2011-ben házasságot kötött.

## Filmográfia

### Film
| Év   | Magyar cím              | Eredeti cím                          | Szerep                     | Megjegyzések                 |
| ---- | ----------------------- | ------------------------------------ | -------------------------- | ---------------------------- |
| 2001 | Egy bérgyilkos naplója  | 18 Shades of Dust                    | kidobó                     |                              |
| 2001 | Pofozó pénzmosók        | Made                                 | ajtónálló                  |                              |
| 2002 |                         | Fire                                 | ismeretlen szerep          |                              |
| 2003 |                         | La Araña                             | Bobby                      | rövidfilm                    |
| 2004 |                         | Return of Fire                       | ismeretlen szerep          |                              |
| 2004 |                         | Volare                               | Paolo Bongiovanni          | rövidfilm                    |
| 2005 |                         | In Hot Water                         | Sal Manella atya           | rövidfilm                    |
| 2006 | Őrangyallal, védtelenül | A Guide to Recognizing Your Saints   | Antonio apja               |                              |
| 2006 | A tánc szenvedélye      | El cantante                          | Jerry Masucci              |                              |
| 2007 |                         | The Hit                              | Sal                        | rövidfilm                    |
| 2007 |                         | The Obscure Brother                  | Apa                        | rövidfilm                    |
| 2008 |                         | Lucky Days                           | Vincent                    |                              |
| 2008 | A brooklyni balhé       | Capers                               | R. Fadagucci               |                              |
| 2008 |                         | Speak Now or Forever Hold Your Peace | Louie, a csapos            | rövidfilm                    |
| 2008 |                         | The Bronx Balletomane                | Joey                       | rövidfilm                    |
| 2008 |                         | Proud Iza                            | Samuel Stein               | rövidfilm                    |
| 2009 | A rózsaszín párduc 2.   | The Pink Panther 2                   | torinói kalauz             |                              |
| 2009 |                         | Forget Me Not                        | Szamaritánus               | rövidfilm rendezője          |
| 2010 |                         | For Customers Only                   | Mr. Sierra                 | rövidfilm                    |
| 2010 |                         | Lily of the Feast                    | Santo Bastucci             | rövidfilm rendezője          |
| 2010 |                         | Bicycle Lessons                      | ismeretlen szereplő hangja | rövidfilm                    |
| 2011 | Menyasszony csaléteknek | The Decoy Bride                      | Marco Ballani              |                              |
| 2011 |                         | The Orphan Killer                    | Dr. Morris                 | stáblistán nincs feltüntetve |
| 2011 |                         | Keep Your Enemies Closer             | Lepari ügynök              | rövidfilm rendezője          |
| 2012 |                         | The Trouble with Cali                | Haszid kidobó              |                              |
| 2012 |                         | Brutal                               | Kastriot Morina            |                              |
| 2012 |                         | Delivering the Goods                 | Enzo                       |                              |
| 2012 |                         | Pollination *                        | apa                        | rövidfilm                    |
| 2013 |                         | Aftermath                            | Darrell                    |                              |
| 2013 |                         | Checkmate, Keep Your Enemies Closer  | Lepari ügynök              | rövidfilm rendezője          |
| 2013 |                         | Stanley's Adventures                 | ismeretlen szerep          | rövidfilm                    |
| 2014 | Árnyak háza             | Controra                             | Nicola                     |                              |
| 2014 |                         | Eulogy                               | Martin                     | rövidfilm                    |
| 2015 |                         | Dutch Book                           | Mel                        |                              |
| 2015 |                         | Leaves of the Tree                   | Dr. Ferramonti             |                              |
| 2015 |                         | Fall 4 You                           | Nicky                      | rövidfilm                    |

### Televízió
| Év        | Magyar cím                       | Eredeti cím                  | Szerep       | Megjegyzések |
| --------- | -------------------------------- | ---------------------------- | ------------ | ------------ |
| 1991–1996 |                                  | Another World                | Máltai őr    | 4 epizód     |
| 2000–2002 | Maffiózók                        | The Sopranos                 | Furio Giunta | 28 epizód    |
| 2003      | New York rendőrei                | NYPD Blue                    | Brian Vaughn | 1 epizód     |
| 2006      | Sárkánydinasztia                 | Dragon Dynasty               | Marco Polo   | tévéfilm     |
| 2008      | Esküdt ellenségek: Bűnös szándék | Law & Order: Criminal Intent | Frank Chess  | 1 epizód     |

## Díjak és jelölések
| Év   | Díj                                                    | Kategória | Jelölt mű                           | Eredmény |
| ---- | ------------------------------------------------------ | --- | ----------------------------------- | -------- |
| 2002 | Screen Actors Guild-díj                                | Legjobb színtársulati alakítás egy drámasorozatban (megosztva: James Gandolfini, Lorraine Bracco, Steve Schirripa, Dominic Chianese, Michael Imperioli, Drea de Matteo, Edie Falco, Robert Iler, Joe Pantoliano, Jamie-Lynn Sigler, Tony Sirico, Aida Turturro, Steven Van Zandt, John Ventimiglia)                   | Maffiózók                           | Jelölve  |
| 2003 | Screen Actors Guild-díj                                | Legjobb színtársulati alakítás egy drámasorozatban (megosztva: James Gandolfini, Lorraine Bracco, Steve Schirripa, Dominic Chianese, Vincent Curatola, Michael Imperioli, Drea de Matteo, Edie Falco, Joe Pantoliano, Jamie-Lynn Sigler, Robert Iler, Tony Sirico, Aida Turturro, Steven Van Zandt, John Ventimiglia) | Maffiózók                           | Jelölve  |
| 2010 | Atlantic City Film Festival                            | Legjobb rövidfilm (megosztva: Yvonne Maria Schäfer) | Forget Me Not                       | Jelölve  |
| 2011 | Williamsburg Brooklyn Film Festival                    | Közönségdíj (megosztva: Michael Ricigliano, Tony Lo Bianco, Paul Sorvino, Yvonne Maria Schäfer, Daniel Margotta, Arthur J. Nascarella, Damien Di Paola, Antoinette LaVecchia) | Lily of the Feast                   | Elnyerte |
| 2011 | Long Island International Film Expo                    | Fesztiváldíj - rövidfilm (megosztva: TJ Sansone (producer), Tyagi Schwartz (producer), Michael Ricigliano (executive producer)) | Lily of the Feast                   | Elnyerte |
| 2011 | Long Island International Film Expo                    | Fesztiváldíj - legjobb rendező | Lily of the Feast                   | Elnyerte |
| 2011 | Long Island International Film Expo                    | Zsűri díja - legjobb színész | Lily of the Feast                   | Elnyerte |
| 2012 | Rhode Island International Film Festival               | Vision Award |                                     | Elnyerte |
| 2013 | Long Island International Film Expo                    | Fesztiváldíj - legjobb rendező | Checkmate, Keep Your Enemies Closer | Elnyerte |
| 2013 | Long Island International Film Expo                    | Fesztiváldíj - legjobb rövidfilm (megosztva: Yvonne Maria Schäfer, Sylvia Caminer) | Checkmate, Keep Your Enemies Closer | Jelölve  |
| 2013 | Northeast Film Festival                                | Zsűri díja - legjobb színész egy rövidfilmben | Pollination *                       | Jelölve  |
| 2013 | Golden Door International Film Festival of Jersey City | Fesztiváldíj - legjobb rendező | Checkmate, Keep Your Enemies Closer | Elnyerte |
| 2013 | Golden Door International Film Festival of Jersey City | Fesztiváldíj - legjobb rendező (rövidfilm) | Checkmate, Keep Your Enemies Closer | Elnyerte |
| 2013 | Golden Door International Film Festival of Jersey City | Fesztiváldíj - legjobb rövidfilm | Checkmate, Keep Your Enemies Closer | Jelölve  |
| 2015 | Golden Door International Film Festival of Jersey City | Fesztiváldíj - legjobb színész | Leaves of the Tree                  | Elnyerte |
| 2015 | Queens World Film Festival                             | Fesztiváldíj - legjobb színész (elbeszélő rövidfilm) (megosztva: Michael Kaves és társulat) | Eulogy                              | Jelölve  |